# Lodewijk van Nassau-Beverweerd

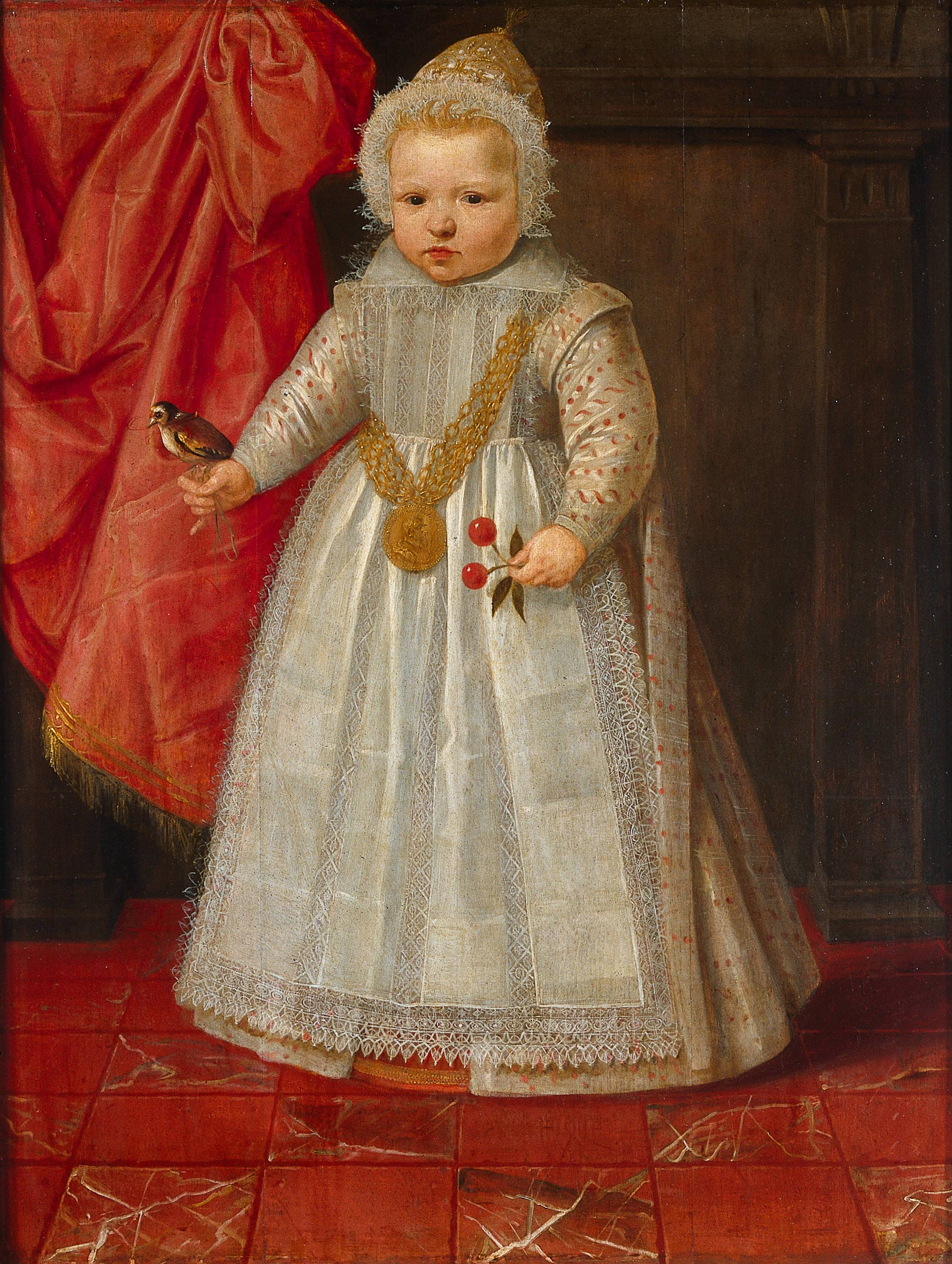
Lodewijk op 2-jarige leeftijd (mogelijk) (Daniel van den Queborn)

Lodewijk van Nassau, heer van Beverweerd, Odijk en de Lek (eind 1602 - Den Haag, 28 februari 1665) was een Nederlands militair, diplomaat en edelman. Hij was buitengewoon ambassadeur in Engeland tijdens de Restauratie van de monarchie.

## Biografie
Lodewijk van Nassau werd geboren als buitenechtelijke zoon van stadhouder Maurits van Oranje en Margaretha van Mechelen. Hij werd in 1626, na de dood van Maurits, heer van Beverweerd, aan de Kromme Rijn, en Odijk. Na het sneuvelen van zijn broer Willem in 1627 kwam daar de heerlijkheid Lek nog bij.
Lodewijk maakte carrière in het Staatse leger, onderscheidde zich in 1629 bij het Beleg van 's-Hertogenbosch, werd 1632 kolonel, commandeerde na 1635 het regiment Rosencrants, redde in 1640 bij Hulst de kanonnen uit handen van de vijand, werd in 1643 generaal-majoor en gouverneur van Bergen op Zoom, en in 1658 gouverneur van 's-Hertogenbosch.
In 1641 stuurde zijn oom Frederik Hendrik, Prins van Oranje, hem naar Frankrijk om uit te leggen dat het huwelijk van zijn zoon Willem met Maria Stuart een privé-zaak was en niets te maken had met de politiek van de Republiek. 
In juli 1660 vertrok hij naar Engeland als vertrouweling van Maria Stuart. Om Karel II van Engeland gunstig te stemmen bood hij in november 1660 met Simon van Hoorn en Joachim Ripperda in opdracht van de Staten van Holland en West-Friesland of de Staten-Generaal der Nederlanden een aantal schilderijen en beelden aan, de zogenaamde Dutch Gift. Op 1 december 1660 werd hij door de Staten van Holland aangesteld als lid van de commissie ter educatie van prins Willem III van Oranje-Nassau, het 'Kind van Staat', evenals Cornelis de Graeff, Johan de Witt, Nanning van Foreest, Kornelis van Beveren en Wigbold van der Does.

## Huwelijk en kinderen
Lodewijk trouwde in 1630 met Isabella des H.R.Rijksgravin van Horne (ca. 1608-1664), dochter van Willem Adriaen van Hoorn (1580-1625). Het echtpaar kreeg tien kinderen, onder wie: 
- Maurits Lodewijk (1631-1683)
- Willem Adriaan (1632-1705)
- Hendrik (1640-1708)

Lodewijk van Nassau-Beverweerd werd op 6 maart 1665 begraven in de Sint Jacobskerk in Den Haag.